# Bezerédj László
Bezerédi Bezerédj László, Bezerédy (Veszprém, 1813. július 25. – Kámon, 1871. szeptember 27.) jogász, országgyűlési képviselő, felsőházi tag.

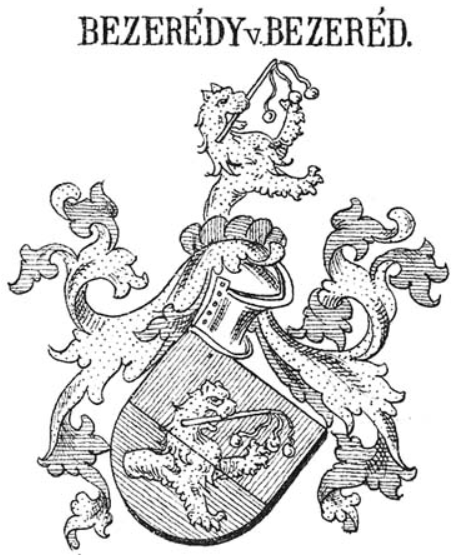
A Bezerédj család címere

## Élete
Bezerédj György alnádor és Szegedy Antónia fia. Anyai nagyszülei mezőszegedi Szegedy Ignác (1736–1796) zalai alispán és barkóczi Rosty Katalin Rozália (1753–1787) voltak. Az 1840-es években mint Vas vármegye főjegyzője tűnt ki leginkább. 1848-ban az országgyűlés végeig a kőszegi kerületet képviselte és az első minisztériumban báró Eötvös József mellett viselt hivatalt. 1861-ben és a következő országgyűléseken haláláig a rumi kerület Deák-párti képviselője volt; jeles publicisztikai és szónoki tehetségét mindig a Szabadelvű Párt érdekében használta; több országgyűlési bizottság tagja és a vasúti bizottság elnöke volt.

### Családja
1846-ban feleségül vette verebi Végh Angélát (1826–1881), aki három gyermeket szült neki:
- Angéla (1847–1937);[2] férje: verebi Végh János (1845–1918), kúriai bíró, földbirtokos.
- Ilona (1850–?); férje: jékel- és margitfalvi Jékelfalussy Sándor (1844–1901)
- István (1866–1943), Vas vármegye főispánja; neje: báró Puteani Paulina (1872–?)

## Munkái
- Értekezés az oldalágú rokonok örökösödéséről régiebb törvényeink szerint, melyet törvény-doctorság elnyerésére készített. Pest, 1834. (Ugyanez latin nyelven is. Uo. 1834.)
- Leveleket irt Brüsszelből és Münchenből a Társalkodóba (1837); könyvismertetést a Bud. Szemlébe (XVI. 1862), Amerika gabonája a világpiaczon c. czikke a Gazdasági Lapokban (1863. 8. sz.) jelent meg.